# Key West
Key West (in spagnolo Cayo Hueso, "isolotto dell'osso") è una città e un'isola situata nel punto continentale più a sud degli Stati Uniti, nell'arcipelago delle Florida Keys della contea di Monroe, Florida.
La città è raggiungibile da nord attraverso la U.S. Route 1 e si trova a 208 km da Miami. Cuba nella sua parte più settentrionale si trova 140 km a sud-sudovest di Key West.

## Geografia fisica

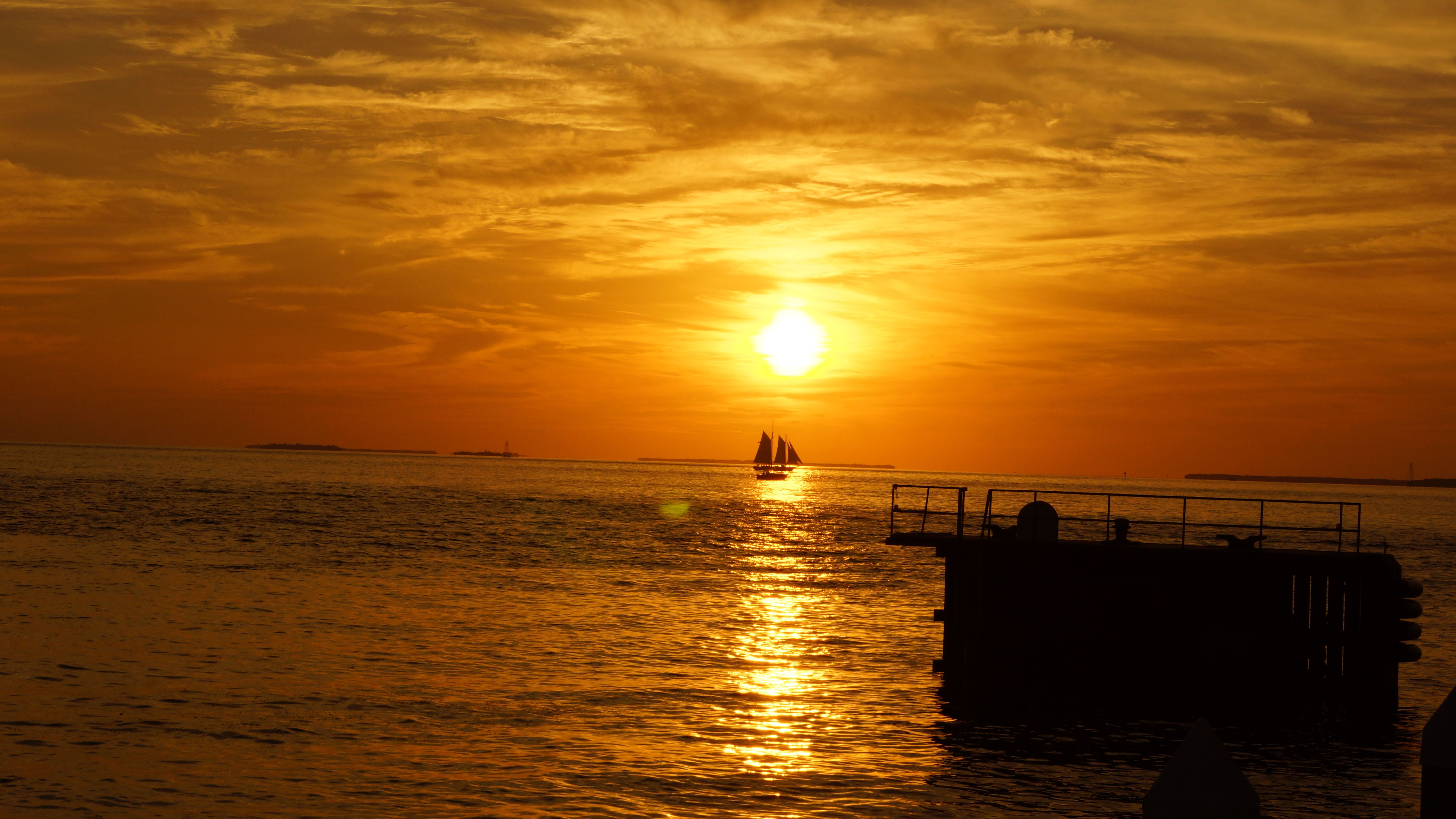
Tramonto

### Territorio
Key West e gran parte delle isole Keys dividono l'Oceano Atlantico dal golfo del Messico e rappresentano il bordo settentrionale degli Stretti della Florida con Cuba.
L'isola sulla quale si trova la città è lunga circa 6,4 km e larga 1,6 km, con un'area di 13,6 km².
Dagli anni 1940, l'isola ha più che raddoppiato la sua superficie tramite il riempimento delle saline che si trovavano nella sua parte orientale, ora chiamata "New Town".
L'altezza massima sul livello del mare è rappresentato dai 6 m di Solares Hill, dove fu trasferito nel 1847 il cimitero della città dopo che l'uragano San Francisco de Borja del 1846 distrusse il precedente cimitero al livello del mare.

### Clima
Key West è caratterizzato da un clima della savana secondo la classificazione dei climi di Köppen, simile a quella dei Caraibi.
Come molti climi tropicali, Key West ha piccole differenze nelle temperature medie mensili tra il mese più freddo (gennaio) e quello più caldo (luglio) con una differenza tra il valore medio massimo e quello minimo di 8,3 °C. Con una temperatura media annuale di 25,4 °C, è una delle città più calde degli Stati Uniti.
Key West ha una media di 3 000 ore di sole l'anno. Il clima stabile e la temperatura invernale mite ha reso Key West (come tutte le Keys) una destinazione turistica popolare per molti viaggiatori del Nord America e dell'Europa per gran parte dell'anno fuori della stagione delle piogge da giugno a settembre. È questo anche uno dei motivi per cui la città è stata scelta come la Casa Bianca d'inverno da parte del presidente Harry Truman.
Con l'eccezione di Miami Beach, le Keys sono il solo posto degli Stati Uniti continentali dove non si sono registrate gelate, con una temperatura minima record di 5 °C il 12 gennaio 1886 e 13 gennaio 1981.
Venti prevalentemente orientali e brezze marine riducono anche il riscaldamento estivo, con temperature che raramente raggiungono i 35 °C. Ci sono 55 giorni l'anno con più di 32 °C, con una finestra media per tali valori tra il 10 giugno ed il 22 settembre più breve rispetto a quasi tutto il sud-est degli Stati Uniti. Le temperature minime spesso rimangono entro i 26 °C in Estate piena e mediamente entro i 22 per 8 mesi l'anno . Il record di temperatura massima di tutti i tempi è di 36 °C il 29 agosto 1956 e il 19 luglio 1880.
Key West ricade nella zona del Dipartimento dell'Agricoltura degli Stati Uniti d'America di robustezza delle piante 11b, con minime da 7,2 °C (45 °F) a 10 °C (50 °F).
Anche le acque dell'oceano più calde di tutti gli Stati Uniti continentali in inverno si trovano nelle Florida Keys, con temperature superficiali del mare medie tra 24 e 25 °C tra dicembre a febbraio.

#### Stagione delle piogge e stagione secca

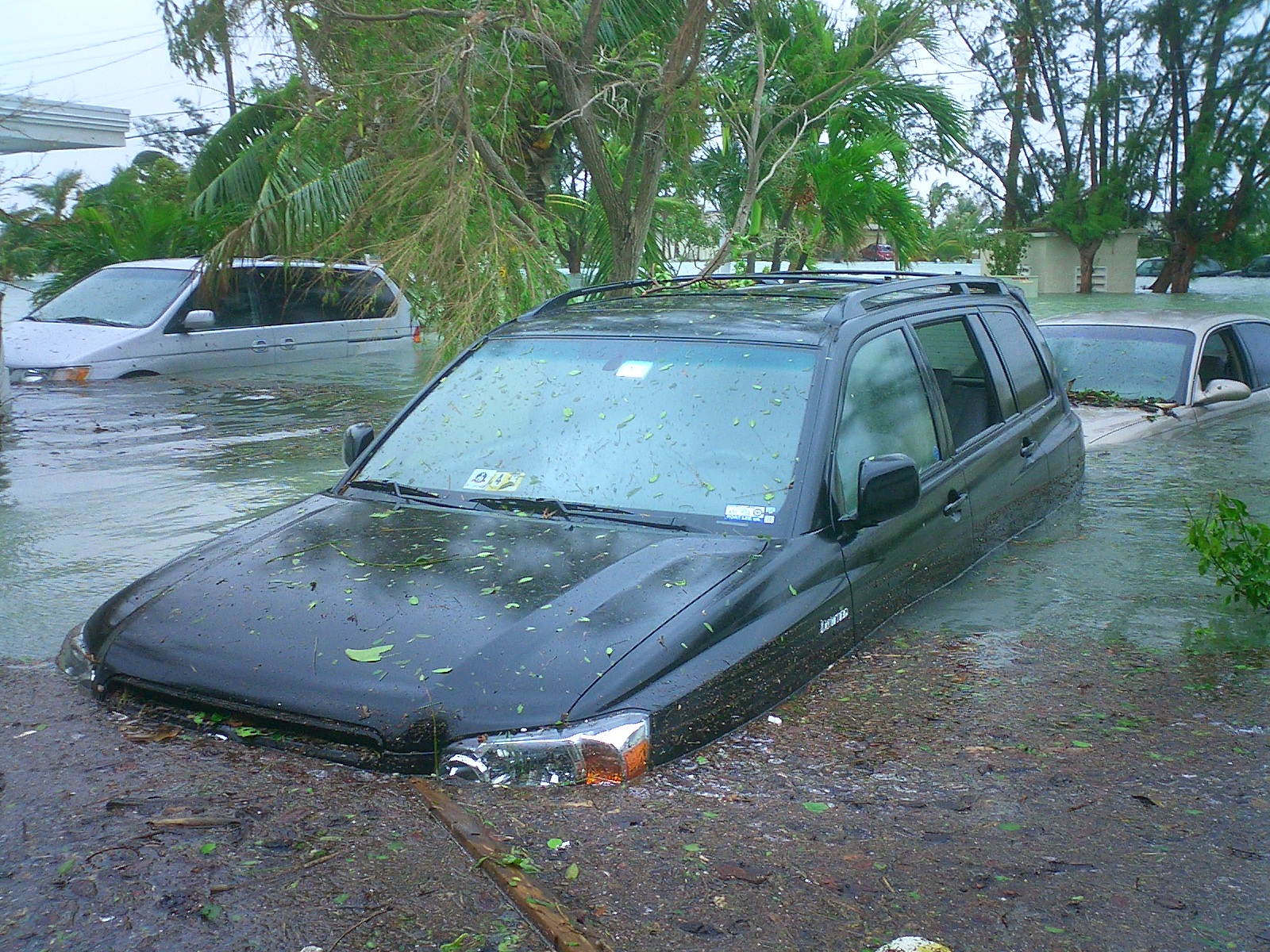
Allagamento causato dall'uragano Wilma

Come per la maggior parte dei climi tropicali, Key West ha due stagioni: la stagione delle piogge e la stagione secca. La stagione secca va da novembre ad aprile ed è normalmente soleggiata e piuttosto secco, con solo il 25% delle precipitazioni che si verificano in un anno. In alcuni anni in inverno si possono verificare gravi condizioni di siccità.
Da maggio ad ottobre è normalmente la stagione delle piogge. Durante questa stagione piove quasi tutti i giorni, spesso con acquazzoni tropicali di breve durata seguiti da sole intenso. Questi rovesci si verificano solitamente la mattina presto, diversamente dalla Florida continentale dove i temporali si verificano di solito nel pomeriggio.
Ad ogni modo, Key West è la città più secca della Florida.

#### Uragani
Gli uragani hanno colpito raramente Key West. L'uragano Wilma del 24 ottobre 2005 è stata la peggiore tempesta che si ricordi. L'intera isola è stata evacuata. Dopo il passaggio dell'uragano, una tempesta ha inviato 2 m di acqua verso l'interno, inondando completamente gran parte delle Lower Keys.
Le parti superiori della Città Vecchia, come l'area del cimitero di Solares Hill, si sono salvate. Il picco della tempesta si è verificato quando l'occhio di Wilma era già passato sopra la zona di Naples ed i venti erano a meno di 64 km/h.
Nel settembre 2005 il NOAA ha aperto il suo National Weather Forecasting su White Street. L'edificio è stato progettato per resistere a un uragano di categoria 5.
| Dati climatici 1981-2010           | Mesi  | Mesi  | Mesi  | Mesi  | Mesi  | Mesi  | Mesi  | Mesi  | Mesi  | Mesi  | Mesi  | Mesi  | Stagioni | Stagioni | Stagioni | Stagioni | Anno    |
| Dati climatici 1981-2010           | Gen   | Feb   | Mar   | Apr   | Mag   | Giu   | Lug   | Ago   | Set   | Ott   | Nov   | Dic   | Inv      | Pri      | Est      | Aut      | Anno    |
| ---------------------------------- | ----- | ----- | ----- | ----- | ----- | ----- | ----- | ----- | ----- | ----- | ----- | ----- | -------- | -------- | -------- | -------- | ------- |
| T. max. media (°C)                 | 23,5  | 24,4  | 25,7  | 27,4  | 29,4  | 31,0  | 31,8  | 31,9  | 31,1  | 29,2  | 26,6  | 24,4  | 24,1     | 27,5     | 31,6     | 29,0     | 28,0    |
| T. min. media (°C)                 | 17,9  | 18,9  | 20,2  | 22,0  | 24,3  | 26,0  | 26,6  | 26,4  | 25,8  | 24,4  | 22,1  | 14,4  | 17,1     | 22,2     | 26,3     | 24,1     | 22,4    |
| Precipitazioni (mm)                | 51,8  | 37,8  | 52,1  | 52,1  | 76,2  | 104,4 | 90,2  | 136,7 | 170,4 | 125,2 | 58,4  | 56,4  | 146,0    | 180,4    | 331,3    | 354,0    | 1 011,7 |
| Giorni di pioggia                  | 6,2   | 5,3   | 5,8   | 4,5   | 7,2   | 11,0  | 11,7  | 14,2  | 16,2  | 11,3  | 6,6   | 6,4   | 17,9     | 17,5     | 36,9     | 34,1     | 106,4   |
| Eliofania assoluta (ore al giorno) | 249,6 | 245,4 | 308,8 | 324,6 | 340,3 | 314,0 | 325,2 | 306,6 | 269,6 | 254,7 | 230,9 | 234,5 | 243,2    | 324,6    | 315,3    | 251,7    | 283,7   |

## Storia

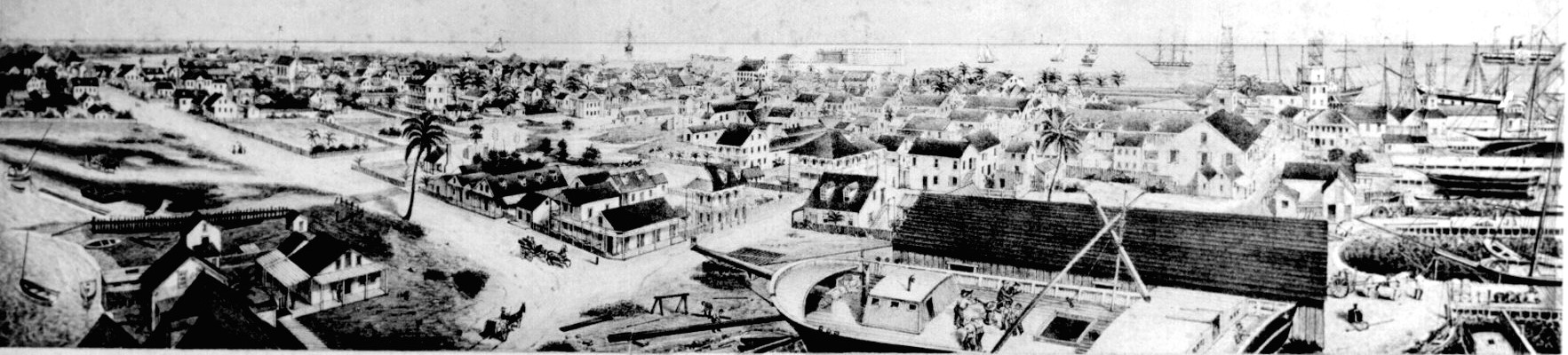
Key West nel 1856

### Cayo Hueso e Thompson's Island
In epoca pre-colombiana Key West era abitata dal popolo Calusa. Il primo europeo a visitare l'isola fu Juan Ponce de León nel 1521 quando la Florida divenne una colonia spagnola e vi fondò un villaggio di pescatori con una piccola guarnigione. L'isola rappresentava il punto più occidentale con un'affidabile riserva d'acqua.
Il nome originale spagnolo dell'isola fu Cayo Hueso che significa "isola di ossa", dato che era cosparsa di resti degli abitanti originali che la usavano come cimitero.
Quando gli inglesi presero il controllo della Florida nel 1763, la comunità di ispanici e nativi si trasferì a L'Avana. Quando la Florida tornò sotto il controllo degli spagnoli 20 anni dopo, l'isola rimase sostanzialmente disabitata e senza un reale controllo da parte della Spagna.
Nel 1815, il governatore spagnolo a L'Avana trasferì l'isola a Juan Pablo Salas, un ufficiale della Armada Española di base a St. Augustine. Dopo il trasferimento della Florida agli Stati Uniti nel 1821, Salas vendette a sua volta l'isola: la prima volta in cambio di una barca valutata 575 $ al generale John Geddes, ex governatore della Carolina del Sud, e successivamente all'uomo di affari John W. Simonton il 19 gennaio 1822 per un valore di 2 000 $ in peso. Geddes tentò di far valere i propri diritti, ma Simonton alla fine ebbe la meglio.
Il 25 marzo 1822, l'ammiraglio Matthew C. Perry attraccò a Key West e la dichiarò proprietà degli Stati Uniti.. Il nome dell'isola fu cambiato in "Thompson's Island", dal nome del segretario alla Marina Smith Thompson, mentre il porto divenne "Port Rodgers" in onore dell'ufficiale di marina John Rodgers. Nel 1823 l'ufficiale di marina David Porter stabilì nell'isola un squadrone anti pirateria, con il compito anche di bloccare le tratte per il commercio degli schiavi.

### Primi residenti

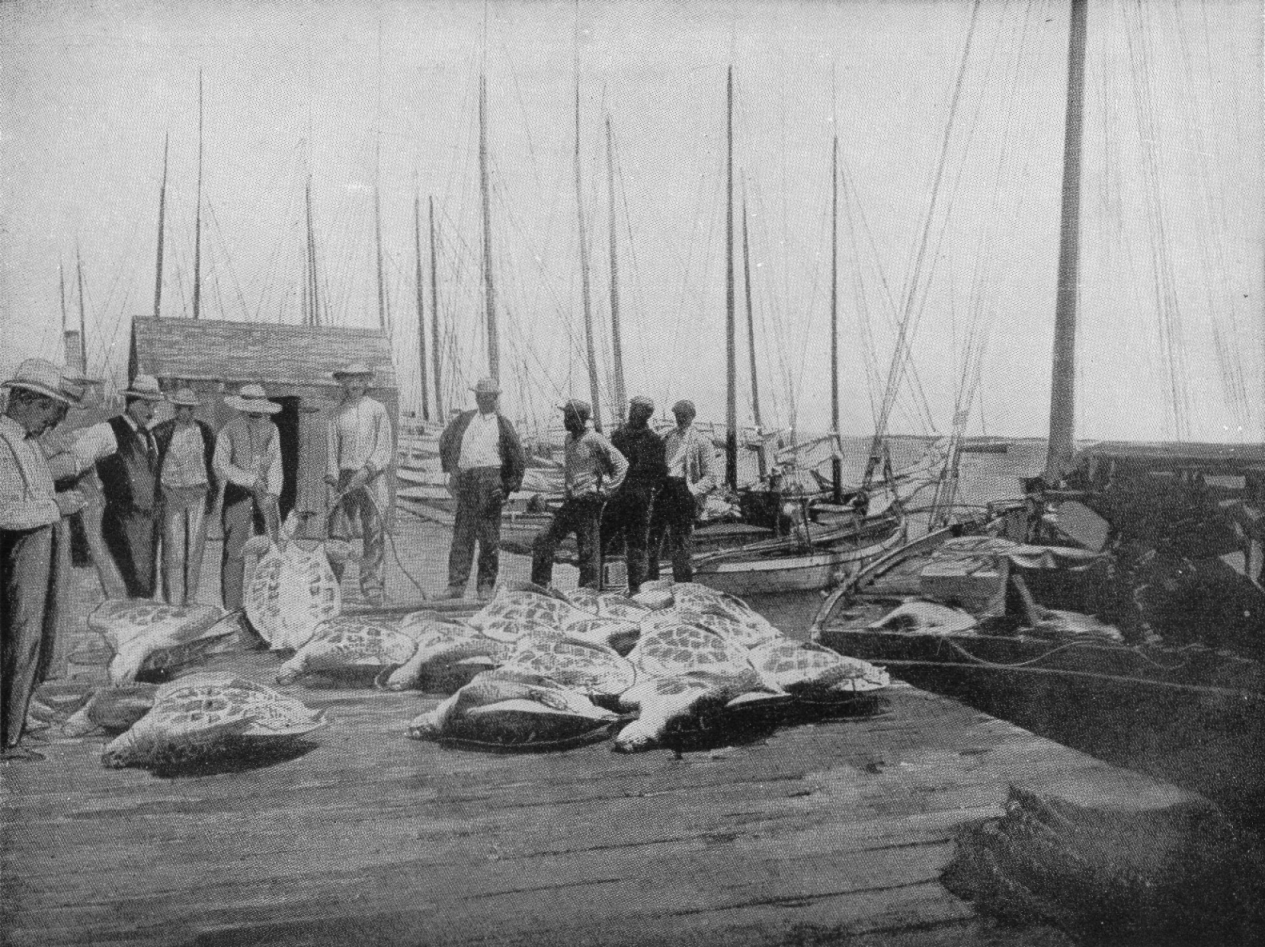
Tartarughe a Key West nel 1900

Simonton divise l'isola in lotti e vendette tre di questi ai primi residenti di Key West: John Mountain and John Warner, che a loro volta rivendettero il loro lotto a Pardon C. Greene, John Whitehead e John Fleeming.
John Simonton risiedette a Key West in inverno, mentre d'estate si recava a Washington; morì nel 1854.
Pardon C. Greene si stabilì permanentemente nell'isola, fondando la P.C. Greene and Company. Fu membro del consiglio comunale e morì nel 1838.
John Whitehead visse a Key West per soli 8 anni. Fu socio della P.C. Greene and Company dal 1824 al 1827. Lasciò l'isola nel 1832 tornandovi solo durante la guerra di secessione nel 1861, morendo l'anno successivo.
John W.C. Fleeming rimase a Key West solo per pochi mesi nel 1822, tornandoci solo nel 1832 con l'idea di costruirvi una fabbrica, ma morì lo stesso anno.
I nomi dei quattro "padri fondatori" di Key West furono dati alle principali strade dell'isola quando fu realizzato il primo piano 1829 da parte di William Adee Whitehead, fratello minore di John Whitehead. La strada principale della città, Duval Street, fu assegnata in memoria del primo governatore della Florida, William Pope Duval, rimasto in carica dal 1822 al 1834.
Nel 1834 William Whitehead divenne editore capo dell'Enquirer, un giornale locale, del quale conservò l'archivio come anche del suo predecessore "Key West Gazette", permettendo di ricostruire la storia di Key West nei suoi primi anni (1820–1840).
Nel 1852 fu costruita la prima chiesa cattolica, St. Mary's Star-Of-The-Sea. Nel 1864 un gruppo di cinque sorelle della congregazione Suore dei Santi Nomi di Gesù e Maria arrivò da Montréal, fondando la prima scuola cattolica in Florida del Sud, il Convento di Maria Immacolata, attualmente nota come Mary Immaculate Star of the Sea School.
Molti dei residenti iniziali di Key West erano immigranti dalle Bahamas, indicati come Conchs, il cui numero aumentò progressivamente dopo il 1830. Gran parte di questa iniziale popolazione di colore vive in un'area della Old Town nei pressi del "Truman Annex" chiamata "Bahama Village".
Nel XX secolo molti residenti di Key West iniziarono ad utilizzare il termine "Conchs" per indicare sé stessi ed attualmente il nome è applicato all'intera popolazione dell'isola.

### Guerra civile

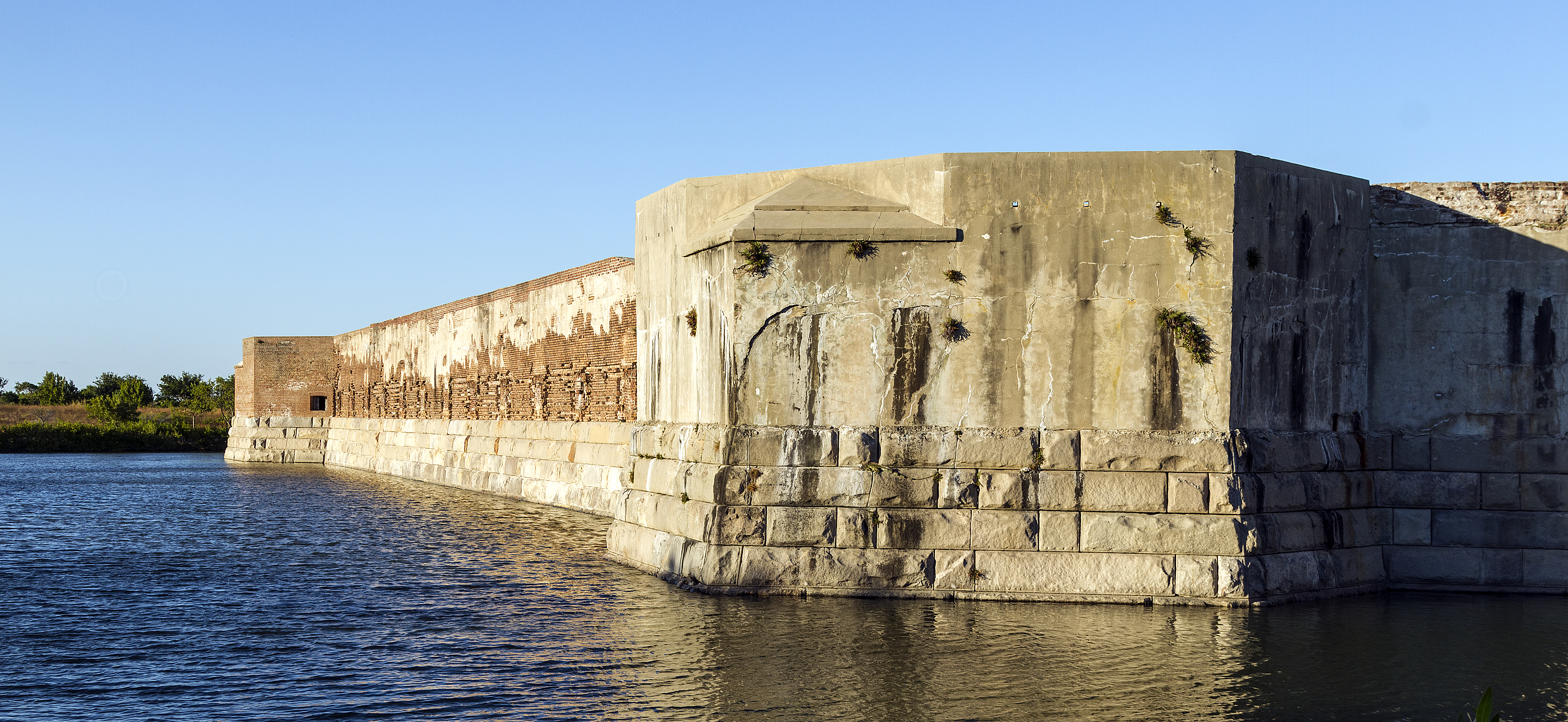
Fort Zachary Taylor

Mentre la Florida aderì alla secessione degli Stati Confederati d'America durante la guerra di secessione americana, Key West rimase nell'Unione data la presenza della base navale, sebbene la popolazione fosse composta da simpatizzanti della confederazione. Fort Zachary Taylor, costruito dal 1845 al 1866, ebbe un ruolo chiave durante questo periodo nell'ambito del Piano Anaconda grazie alla sua posizione strategica e nel 1861 iniziò la costruzione di due altri forti, East and West Martello Towers, con un ruolo di arsenali e batterie a supporto del forte principale. Quando furono completate, vennero collegate con binari a Fort Taylor per il trasporto di munizioni.

### Overseas Railway e Overseas Highway
Key West rimase praticamente isolata fino al 1912, quando venne collegata alla terraferma in Florida tramite la "Overseas Railway", estensione della ferrovia "Florida East Coast Railway" costruita da Henry Flagler. L'uragano del giorno del lavoro del 1935, però, distrusse gran parte della ferrovia e Flagler non fu in grado di ripararla.
Successivamente il governo americano ricostruì l'ex linea ferroviaria trasformandola in un'autostrada, completata nel 1938, come estensione della U.S. Route 1. La porzione della U.S. 1 che attraversa le Keys è chiamata Overseas Highway.

### Conch Republic

Bandiera della Conch Republic.

Nel 1982 la città di Key West dichiarò la sua indipendenza come Conch Republic in segno di protesta contro il blocco della polizia di frontiera istituito sulla U.S. 1, dove la Overseas Highway si collega alla terraferma a Florida City, durante l'Esodo di Mariel. I problemi al traffico causati dai controlli nei confronti degli immigrati clandestini paralizzarono le Florida Keys ed il suo turismo. Le celebrazioni per l'indipendenza della Conch Republic sono ancora tenute ogni 23 aprile.

### Key West Naval Air Station
Key West è sempre stato un importante avamposto militare, data la sua posizione a nord del canale di acque profonde che collega l'Atlantico con il Golfo del Messico opposta alla posizione meridionale di Cuba. A causa di questo, Key West dagli anni 1820 viene anche indicata come la "Gibilterra dell'ovest".

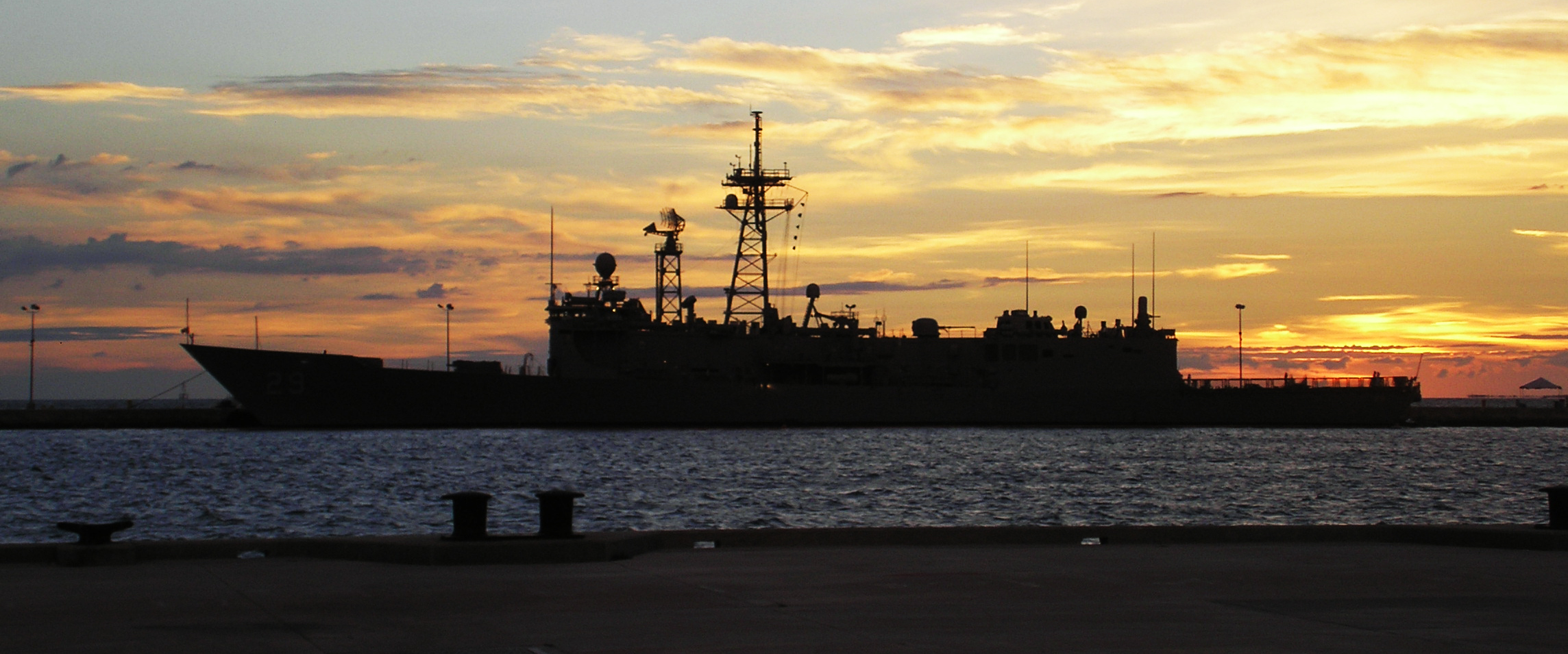
USS Stephen W. Groves

All'inizio della seconda guerra mondiale la marina incrementò la sua presenza da 200 000 m² a 12 km², includendo tutti i 7 km² di Boca Chica Key e la costruzione di Fleming Key tramite riempimento. La marina realizzò anche il primo acquedotto collegato alla terraferma per alimentare la base. Nel suo periodo di massima attività, la base era abitata da 15 000 militari e 3 400 civili.
La base comprende:
- Naval Air Station Key West – È l'infrastruttura principale a Boca Chica ed è dove la marina statunitense addestra i suoi piloti.
- Truman Annex – L'area nei pressi di Fort Taylor divenne un rifugio per sottomarini e scuola di sonar. Il nome deriva dalla scelta del presidente Harry Truman di utilizzarla come residenza invernale. Attualmente è in gran parte inutilizzata.
- Trumbo Annex – Magazzino della vecchia Overseas Railroad, attualmente è utilizzato dalla guardia costiera.

## Monumenti e luoghi d'interesse

### Architetture civili

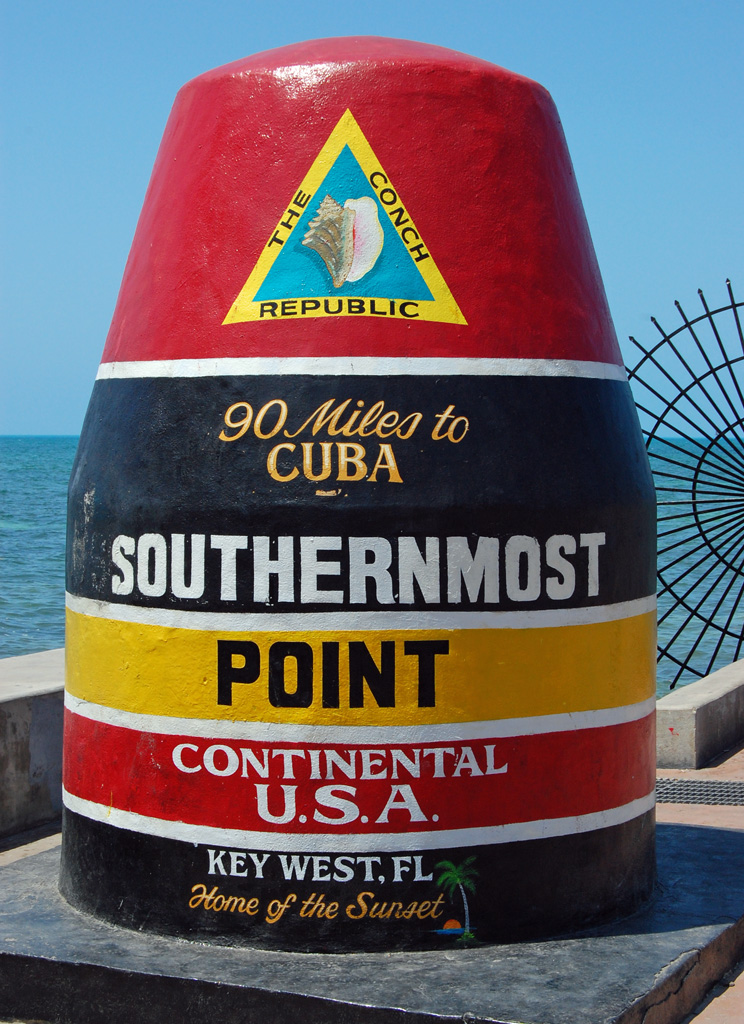
Il punto più a sud degli Stati Uniti continentali

L'insediamento originale di Key West si trova nella parte occidentale dell'isola, nota come Città vecchia, e comprende il "Key West Historic District". Include le maggiori attrazioni turistiche della città come Mallory Square, Duval Street, il Truman Annex ed il forte Zachary Taylor. Le strutture vanno dal 1886 al 1912. La caratteristica delle abitazioni è la costruzione in legno su uno o due piani. Una caratteristica del centro è la presenza di famiglie di polli che razzolano liberamente tra le strade della città.
Key West è rinomata per la sfrenata vita notturna che comincia con il tramonto in Mallory Square, la piazza principale affacciata sul mare, e prosegue nei molti locali e bar del centro tra cui lo Sloppy Joe's, il bar preferito da Hemingway.
Il centro comprende principalmente Duval Street e si estende gran parte del nord-ovest dell'isola, lungo Whitehead Street, Simonton Street, Front Street, Greene Street, Caroline Street, Eaton Street e Truman Avenue.
Altro centro è il "Key West Historic Seaport" al the Key West Bight.
Un'altra delle attrazioni principali della città è la replica della boa che segna il punto più a sud degli Stati Uniti continentali accessibile al pubblico, all'angolo di South Street con Whitehead Street, eretto nel 1983. In realtà il punto più a sud si trova nel "Truman Annex" della base della U.S. Navy, che però non è accessibile al pubblico.

### Architetture religiose

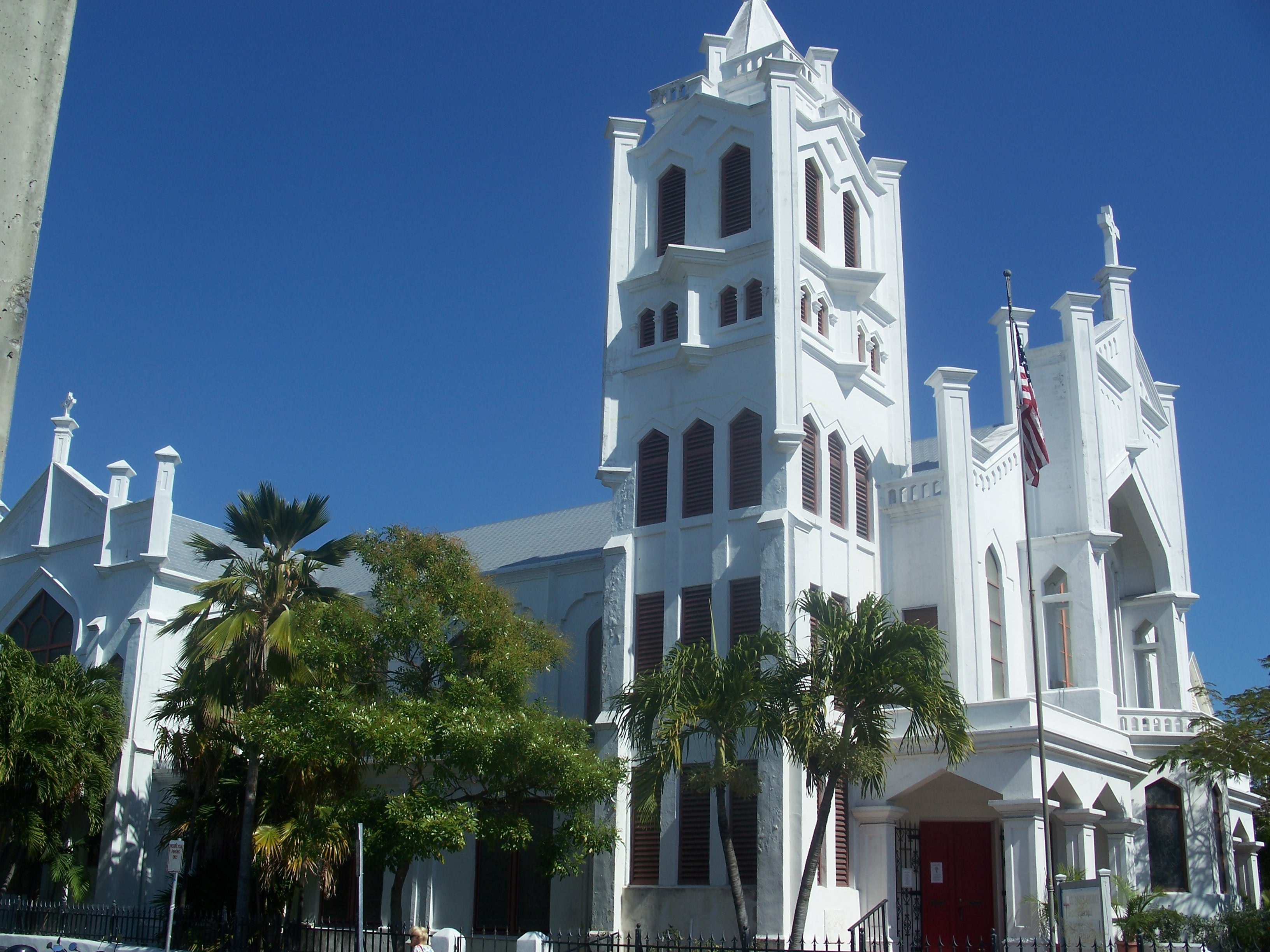
St. Paul's Episcopal Church

- Big Coppitt First Baptist Church, 200 Avenue F
- Impact Community Church,[18] 1316 5th St
- Fifth Street Baptist Church,[19] 1311 5th St
- Metropolitan Community Church,[20] 1215 Petronia St
- The Basilica of Saint Mary Star of the Sea,[21] 1010 Windsor Ln
- Key West United Methodist Church,[22] 600 Eaton St
- St Paul's Episcopal Church,[23] 401 Duval St
- Cimitero di Key West,[24] Margaret Street

### Architetture militari

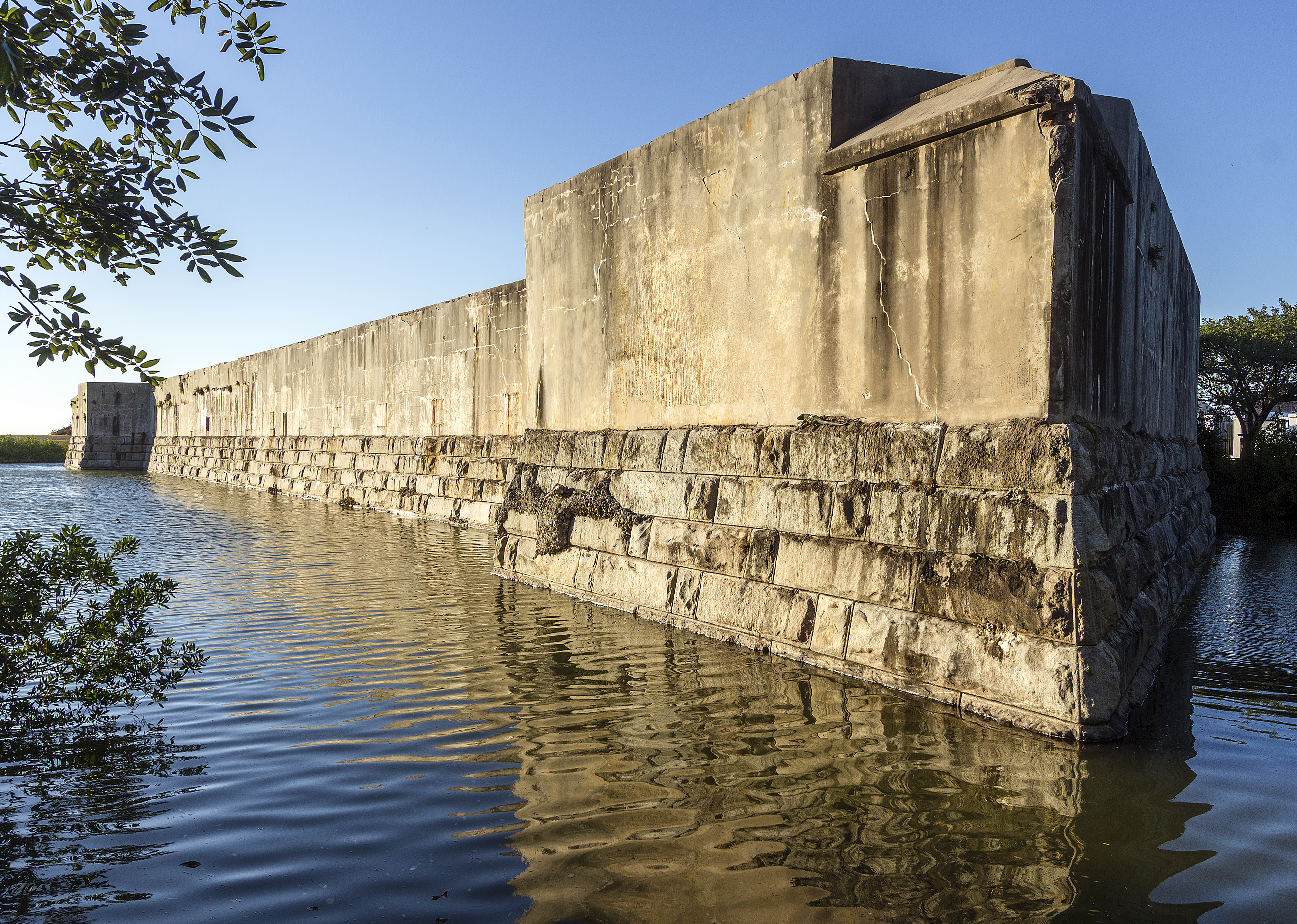
Fort Zachary Taylor

La base della Naval Air Station Key West è un importante centro di addestramento per l'aviazione della marina, grazie alle favorevoli condizioni del tempo.
Nel cuore della città vecchia, Fort Zachary Taylor rappresenta una delle costruzioni più antiche della zona.

### Aree naturali
Attrazioni turistiche della città sono:
- "Key West Tropical Forest & Botanical Garden"[26] è un arboreto e giardino botanico contenente molte specie di alberi.
- "Nancy Forrester's Secret Garden"[27] è un giardino di 4 000 m² che riproduce una foresta tropicale.
- "Key West Butterfly and Nature Conservatory"[28] è invece una cupola in vetro di 460 m² che ospita un habitat di farfalle tropicali.
- "Florida Keys Eco-Discovery Center", esposizione sull'ecosistema dei Keys sia terrestre che marino.[29]
- "Key West Acquarium"[30]

## Società

### Evoluzione demografica
Secondo il censimento del 2000, la città ospitava 25 478 persone, con 11 016 nuclei famigliari e 5 463 famiglie. La densità di popolazione era di 1 653,3 abitanti per km². C'erano 13 306 unità abitative con una densità media di 863,4/km².
Abitanti censiti

### Etnie e minoranze straniere
La composizione etnica della popolazione era costituita per l'84,94% da bianchi, per il 9,28% da neri, per lo 0,39% da nativi americani, per l'1,29% da asiatici, per lo 0,05% da originari delle isole del Pacifico, per il 1,86% di altre etnie e per 2,18% di due o più etnie. Ispanici di qualsiasi provenienza costituivano il 16,54% della popolazione.

### Lingue e dialetti
Nel 2000, il 76,66% della popolazione parlava inglese come prima lingua, mentre lo spagnolo era parlato dal 17,32% dei residenti. L'1,06% parlava italiano, l'1,02% francese mentre il tedesco si fermava allo 0,94%. In totale, la popolazione che non parlava inglese come prima lingua si attestava al 25,33% dei residenti.

## Cultura

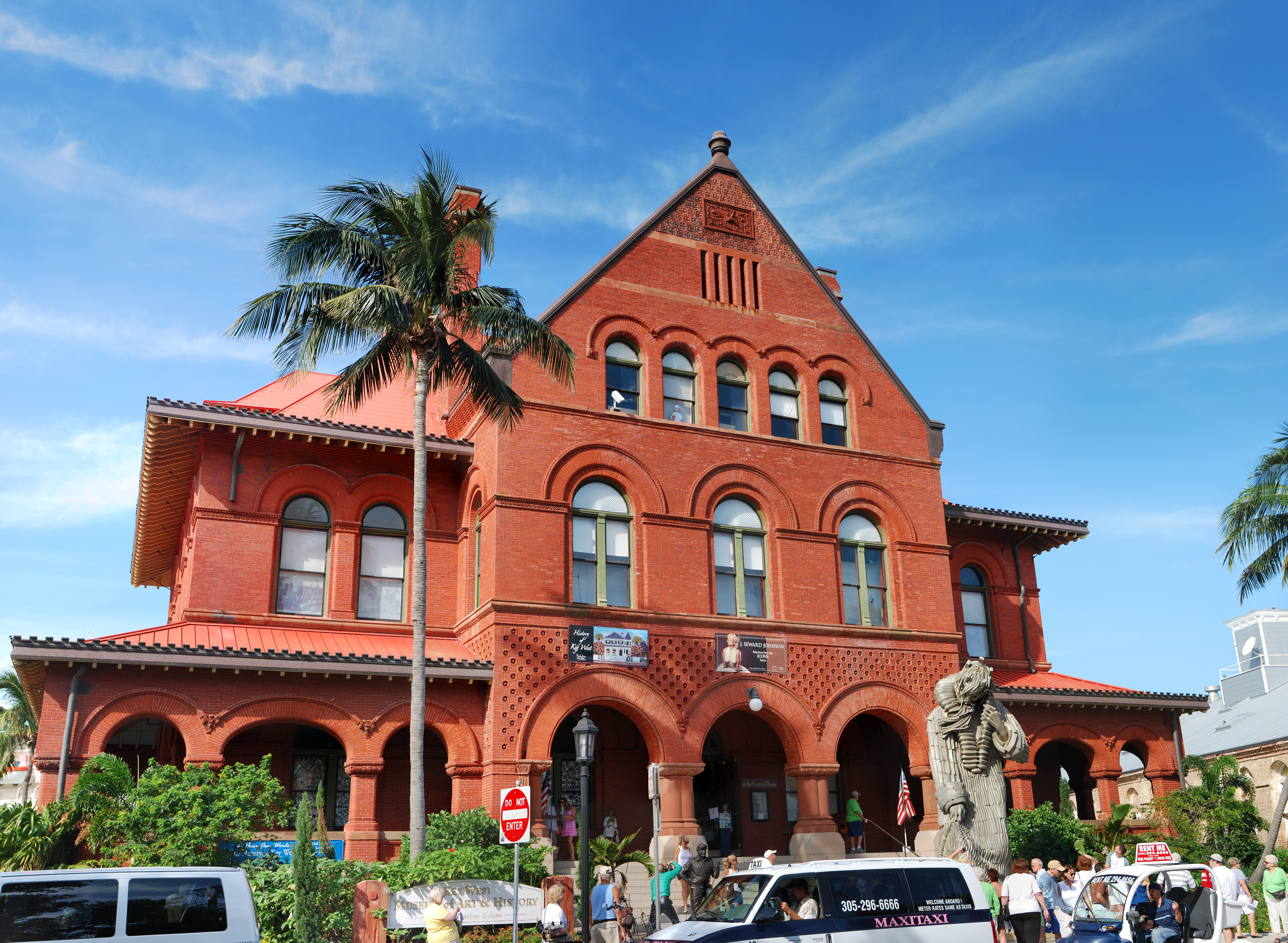
Key West Museum of Art & History

### Istruzione

#### Biblioteche
A Key West opera la May Hill Russell Library (700 Fleming Street), parte del sistema pubblico della contea di Monroe e sostenuta da un'associazione locale che si occupa di volontariato e raccolte di fondi.

#### Scuole
Le cinque scuole pubbliche a Key West sono gestite dal "Monroe County School District", tra le quali si distinguono:
- Key West High School, Home of the Conchs, l'unica scuola superiore dell'isola;
- Horace O'Bryant Middle School, l'unica scuola media;
- tre scuole elementari che sono la Glynn Archer Elementary, Poinciana Elementary e la Montessori Charter School.

La "Sigsbee Charter School" è ospitata presso la Naval Air Station Key West e sere bambini dall'asilo all'ottavo grado.
L'isola ospita anche il campus principale del "Florida Keys Community College".

#### Musei

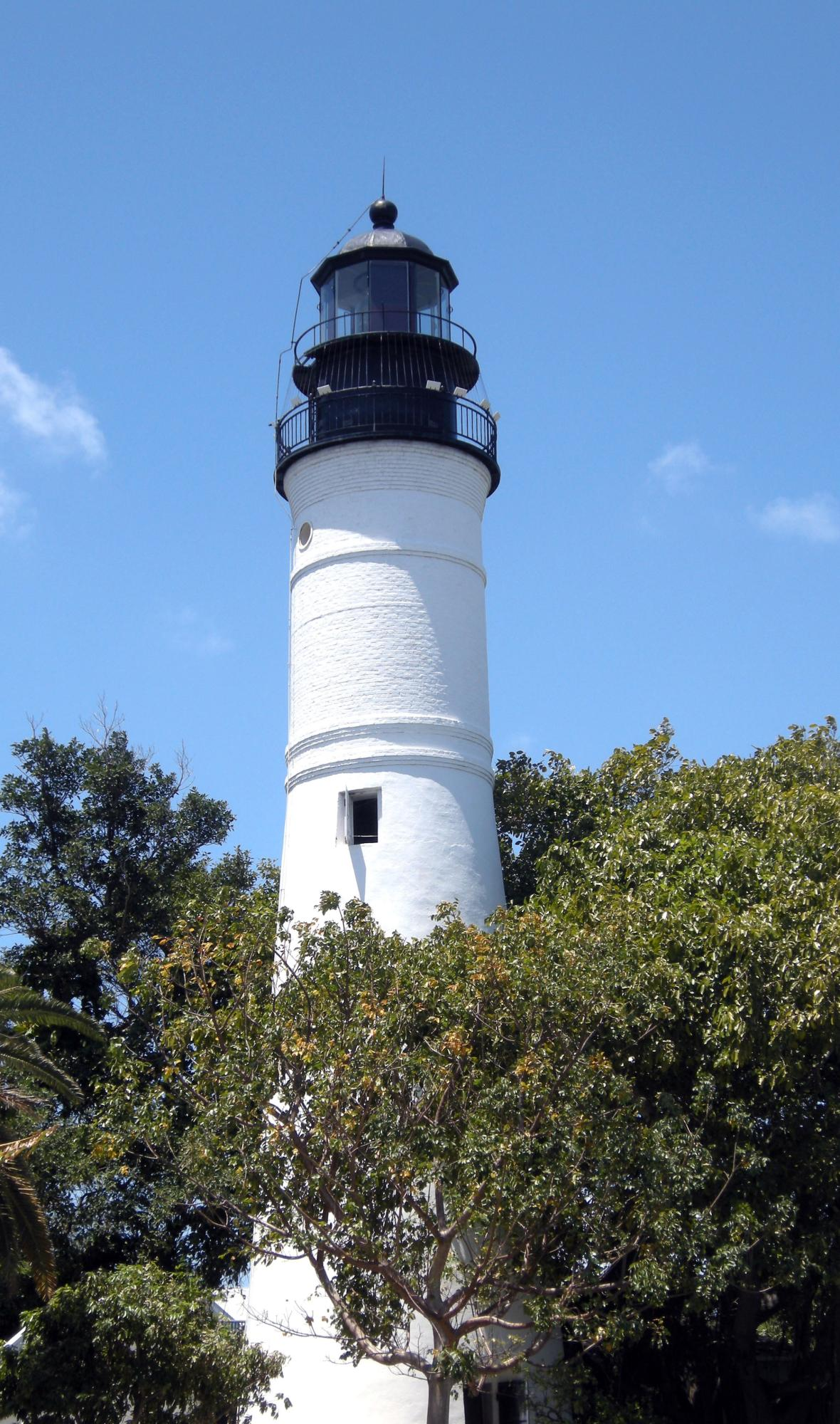
Faro di Key West

Una delle attrazioni principali della città è il museo realizzato presso la casa dello scrittore Ernest Hemingway, dove visse dal 1931 al 1939.
Altri punti d'interesse sono:
- "Harry Truman Little White House", residenza invernale del presidente statunitense.[41]
- "Audubon House and Tropical Gardens" è un museo dedicato al lavoro di John James Audubon ed alla storia di Key West.[42]
- "Mel Fisher Maritime Heritage Museum" mostra reperti in oro ed argento recuperati da naufragi da tutte le parti del mondo.[43]
- "Key West Lighthouse and Keeper's Quarters Museum" ricorda la storia del faro di Key West Lighthouse, costruito nel 1847.[44]
- "San Carlos Institute", museo e centro studi sull'indipendenza di Cuba.[45]

### Arte
"The Florida Keys Council of the Arts" è un'organizzazione senza fini di lucro che opera nella contea di Monroe per una serie di iniziative culturali e di promozione turistica.
"The Studios of Key West" è invece una comunità di artisti fondata nel 2006 con sede in un vecchio arsenale della città ed ospita numerosi laboratori e spazi espositivi, oltre ad organizzare workshop ed eventi.

### Teatro
Il "Tennessee Williams Theatre" è un centro di arti dello spettacolo ospitato presso il Florida Keys Community College.
Il "Key West Contemporary Dance Company", invece, è un'organizzazione nonprofit con sede al "CoffeeMill Dance Studio" nella città vecchia, composta da artisti locali ed ospiti, che organizza spettacoli di danza in numerosi locali di Key West.

### Eventi

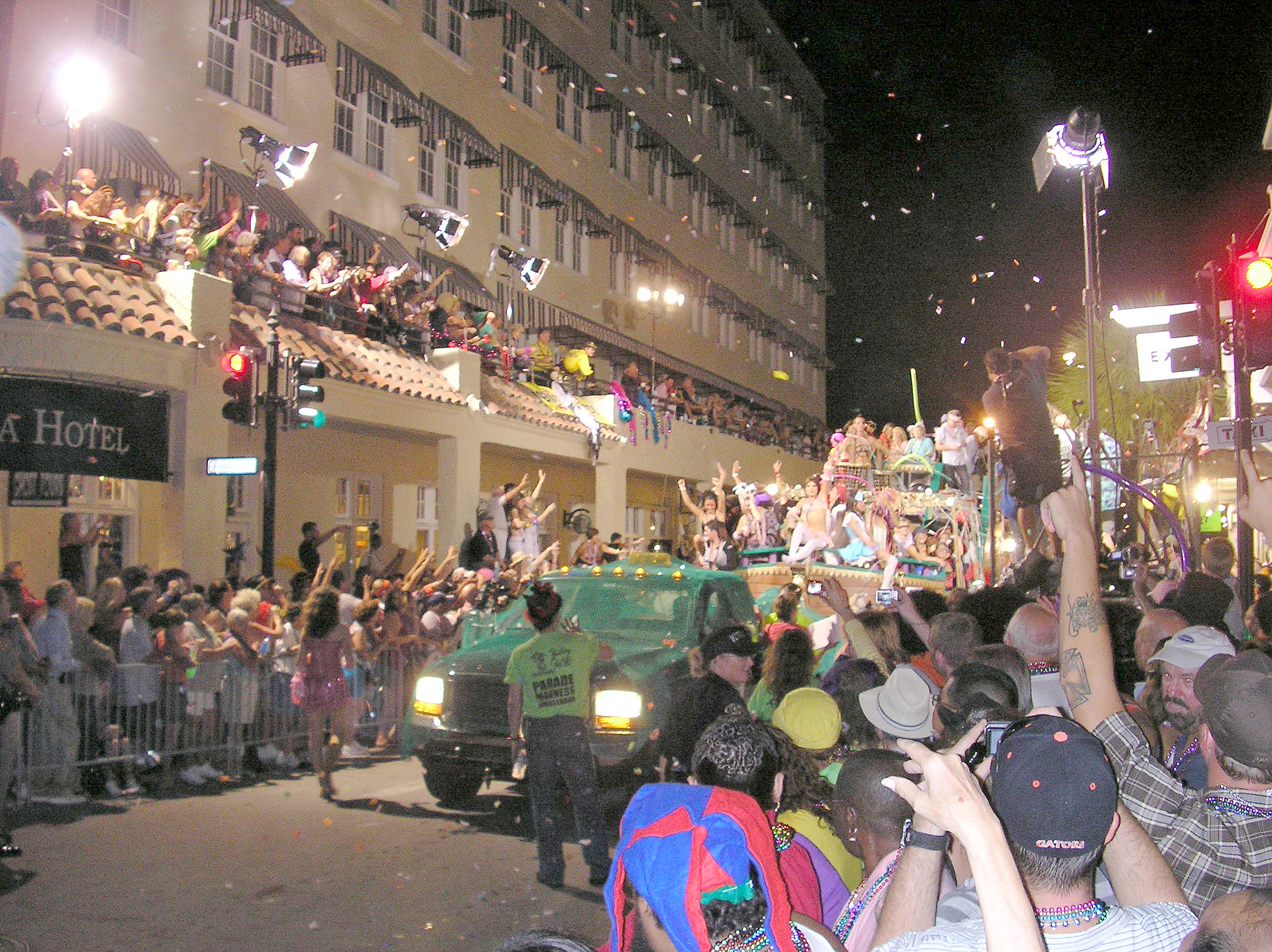
Fantasy Fest

- Key West Half Marathon & 5K Run, gennaio[51]
- Key West Race Week – international sailing event – gennaio[52]
- Key West Literary Seminar – gennaio[53]
- Kelly McGillis Classic – Flag Football Tournament – febbraio[54]
- Conch Republic Independence Celebration – 23 aprile[55]
- Taste of Key West – aprile[56]
- Red Ribbon Bed Race – aprile
- Key West Songwriters Festival – aprile/maggio[57]
- Survivors Party – maggio
- Queen Mother Pageant – maggio
- PrideFest – giugno
- Cuban-American Heritage Festival – giugno
- Hemingway Days Festival – luglio
- Key West Lobsterfest - agosto[58]
- WomenFest – settembre
- Bike Week – settembre
- Fantasy Fest – ottobre[59]
- Goombay Celebration – ottobre
- Robert the Enchanted Doll Day – 24 ottobre
- Parrot Heads in Paradise Convention (Meeting of the Minds) – ottobre/novembre
- Boat and Holiday Parade – dicembre

## Geografia antropica

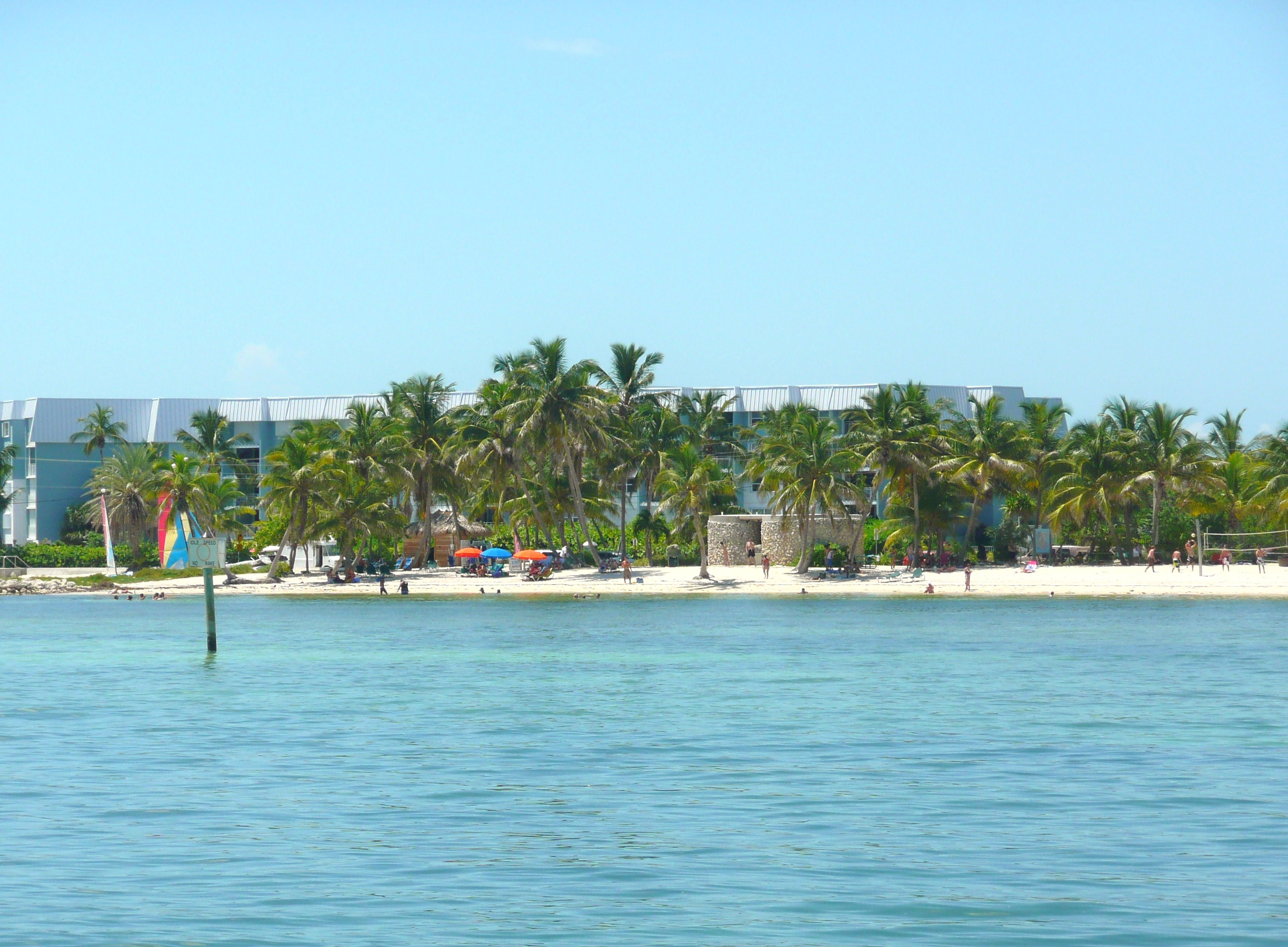
Smathers Beach

La città si estende sulle cinque isole di:
- Key West
- Fleming Key a nord
- Stock Island (Golf Club) a nord della U.S. 1 (Overseas Highway) ad est
- Dredgers Key (Sigsbee Park) a nord
- Tank Island (Sunset Key) ad ovest

Sia Fleming Key e Sigsbee Park sono parte della Naval Air Station Key West e non sono accessibili al pubblico.
All'interno dell'isola di Key West, si possono poi identificare i seguenti quartieri:
- Bahama Village
- Casa Marina
- Duval Street
- Key West Historic District (Old Town)
- Historic Seaport
- The Meadows
- Midtown
- New Town
- Poinciana Plaza
- Truman Annex
- Trumbo Point
- Upper Duval
- White Street Gallery District

## Infrastrutture e trasporti

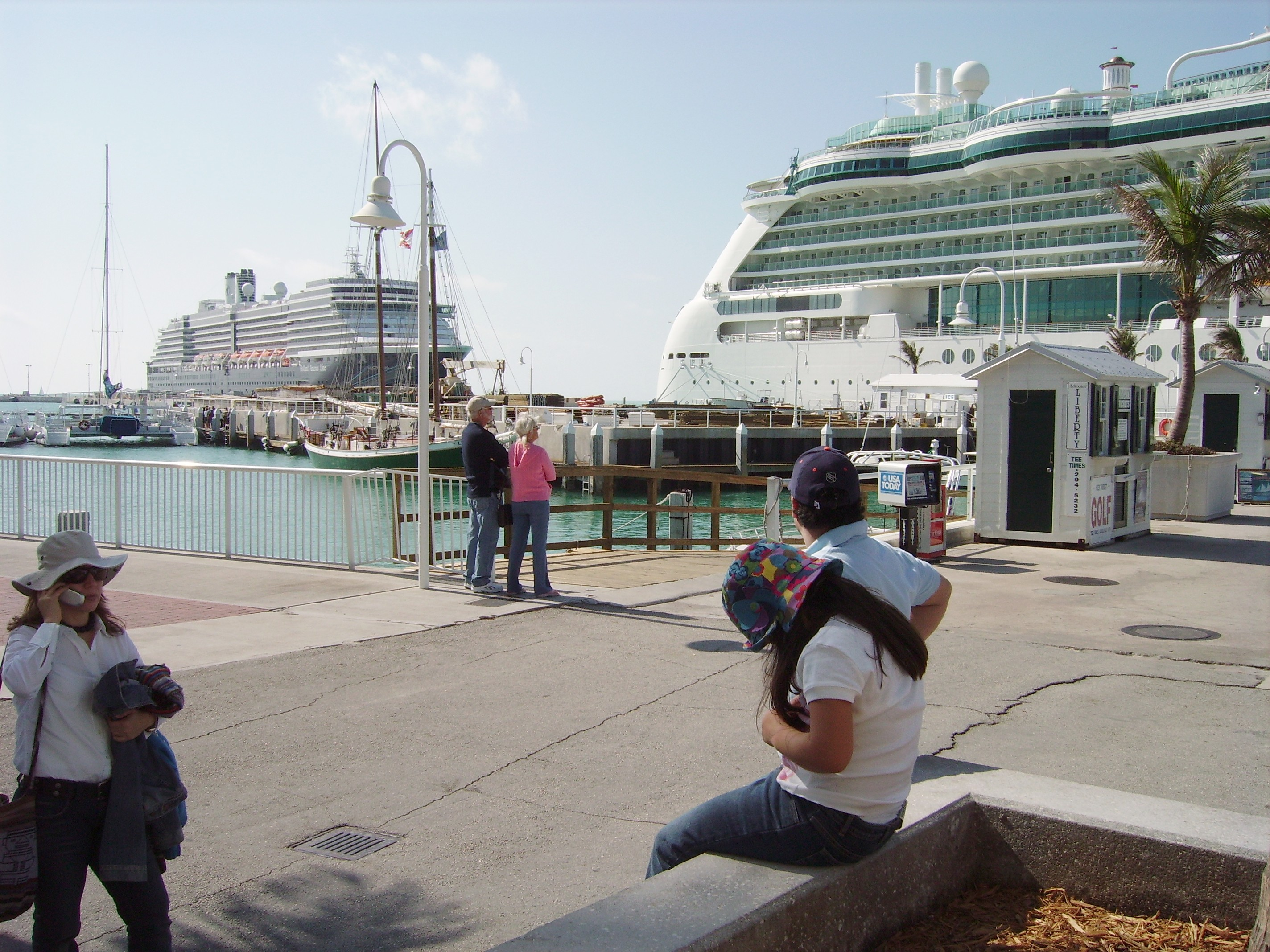
Navy Mole a Key West

### Strade
La città è raggiungibile da nord attraverso la U.S. Route 1, della quale rappresenta la terminazione meridionale. È raggiunta anche dalla "State Road A1A" e dalla "East Coast Greenway".

### Ferrovie
Fino al 1935, Key West era servita anche dalla "Florida East Coast Railway". A seguito dei danni riportati dal Labor Day hurricane, l'ultimo tratto della ferrovia venne successivamente abbandonata.

### Porti
Negli ultimi anni Key West è diventato meta dei principali linee di crociere nei Caraibi.
La prima nave fu la Sunward della Norwegian Cruise Line nel 1969, che attraccava al molo della marina presso il Truman Annex o al molo B privato.
Nel 1984 la città aprì un molo presso Mallory Square. La decisione incontrò una notevole opposizione da parte della popolazione che vedeva compromessa la tradizione del tramonto a Mallory Square.
Attualmente le navi attraccano a tutti e tre i moli.
Le statistiche per il 1994 sono:
- Numero di navi: 368
- Numero di visitatori: 398 370
- Incassi per la città sui diritti di attracco: 852 887 $

Per quanto riguarda il 2009, il numero di passeggeri è stato di 859 409.
Le navi crociera di dimensioni maggiori, però, hanno iniziato a non approdare più a Key West per via delle dimensioni del porto. C'è un progetto da 36 milioni di dollari per dragare un canale di dimensioni maggiori. I vantaggi economici sarebbero evidenti, ma non tutti i cittadini sono attratti dal turismo di massa, perdendo i benefici di un turismo più di élite, oltre a potenziali danni all'ambiente.

### Aeroporti
La città è servita anche dal "Key West International Airport".
L'aeroporto si trova a 3 km ad est della città.
A causa della dimensione della pista (1,5 km), gli aerei, però, sono soggetti a limitazioni di peso.
L'anno di maggior traffico è stato il 2005 con 618 174 passeggeri, per poi scendere a 563 947 nel 2006, 538 066 nel 2007 e 453 006 nel 2008. Con l'aggiunta di un nuovo terminal e nuove compagnie low cost, il traffico è ripreso a salire dal 2009.

### Mobilità urbana
L'amministrazione di Key West gestisce un servizio di trasporti pubblici tramite autobus.